# John Garden

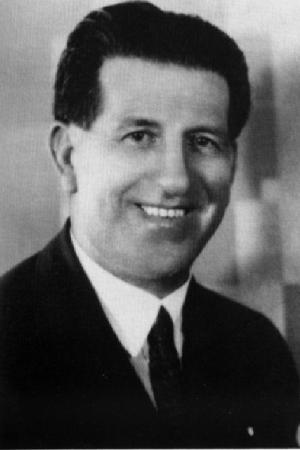
John Garden

John (Jock) Smith Garden (* 13. August 1882 in Nigg, Schottland; † 31. Dezember 1968 in New South Wales, Australien) war ein australischer Politiker, Gewerkschaftsführer, Mitbegründer der Communist Party of Australia (CPA) und Mitglied der Australian Labor Party (ALP).

## Frühes Leben
John Garden war der zweite Sohn von Alexander Garden und seiner Frau Ann, geborene Smith, deren Eltern Fischer im Norden Schottlands waren. Er ging in Lossiemouth zur Schule und wurde danach zum Segelmacher ausgebildet. Sein ältester Bruder ging in den frühen 1890er Jahren nach Australien und er und seine Eltern folgten ihm 1904. 1906 war Garden bei der Church of Christ in Harcourt angestellt und später in Melbourne, wo er Jeannie May Ritchie aus Leith, Schottland, heiratete. Mit ihr hatte er zwei Söhne und zwei Töchter. 1909 trat er in ALP ein und war ein Prediger der Baptisten in Maclean, New South Wales. 1914 ging er nach Paddington, wo er Präsident der Segelmacher-Gewerkschaft und ins Labor Council of New South Wales delegiert wurde, in dem bis 1934 Mitglied war.

## Politisches Leben
Nach der Oktoberrevolution in Russland von 1917 las er Marx und Lenin und begeisterte sich für deren Vorstellungen und wurde Mitglied der Socialist Party of Australia und der  Industrial Socialist Labor Party. Im November 1920 gründete er mit William Earsman die CPA. 1921 engagierte er sich auf dem All-Australian Trade Union Congress in Melbourne für einen sozialistischen Politikwechsel der ALP. 1922 war er in Moskau und wurde ins Exekutivkomitee der Komintern gewählt. Er wurde aus der ALP wegen seiner Mitgliedschaft in der CPA ausgeschlossen. Anschließend versuchte er die ALP auf einem Gewerkschaftskongress für eine linke Politik zu überzeugen und damit im Jahr 1925 zur Wahl anzutreten. Jack Lang trat für eine moderate Politik ein und gewann später die Wahl.
Im September 1926 trat Garden aus der CPA aus und versuchte wieder in die ALP einzutreten. In der Zwischenzeit hatte die linksorientierte Australian Workers’ Union die Meinungsführerschaft in der ALP übernommen. Lang arbeitete mit Garden zusammen und es gelang ihnen den Einfluss dieser Gewerkschaft zurückzudrängen. Garden wurde im Januar 1929 wieder in die ALP aufgenommen und im März 1931 war er in die Auseinandersetzungen um die Krisenbekämpfung der Großen Depression in Australien zwischen Lang und Premierminister James Scullin auf der Seite von Lang, der einen sozialverträglichen Weg aus der Wirtschaftskrise verfolgte.
Am 6. Mai 1932 wurde er von acht Männern der Fascist Legion, einer Abteilung der faschistoiden New Gard überfallen, die seine zwei Söhne und Hunde erfolgreich abwehrten.
Lang und Garden hatten 1933 auf der Nationalkonferenz der ALP die Mehrheit hinter sich und einten die ALP unter der Parole socialisation units. Am 12. Mai wurde Jack Lang durch den britischen Gouverneur Sir Phillip Game aus dem Amt des Ministerpräsidenten entlassen, weil er den rechtskräftigen Entscheidungen der australischen Bundesregierung von Scullin zur Krisenbekämpfung nicht befolgte. Scullin schlug für Australien den Weg ein, den der Finanzexperte Otto Ernst Niemeyer von der Bank of England entwickelt hatte und zu sozialen Problemen führte und die australische Wirtschaftskrise, im Vergleich zu anderen Staaten, verlängerte.

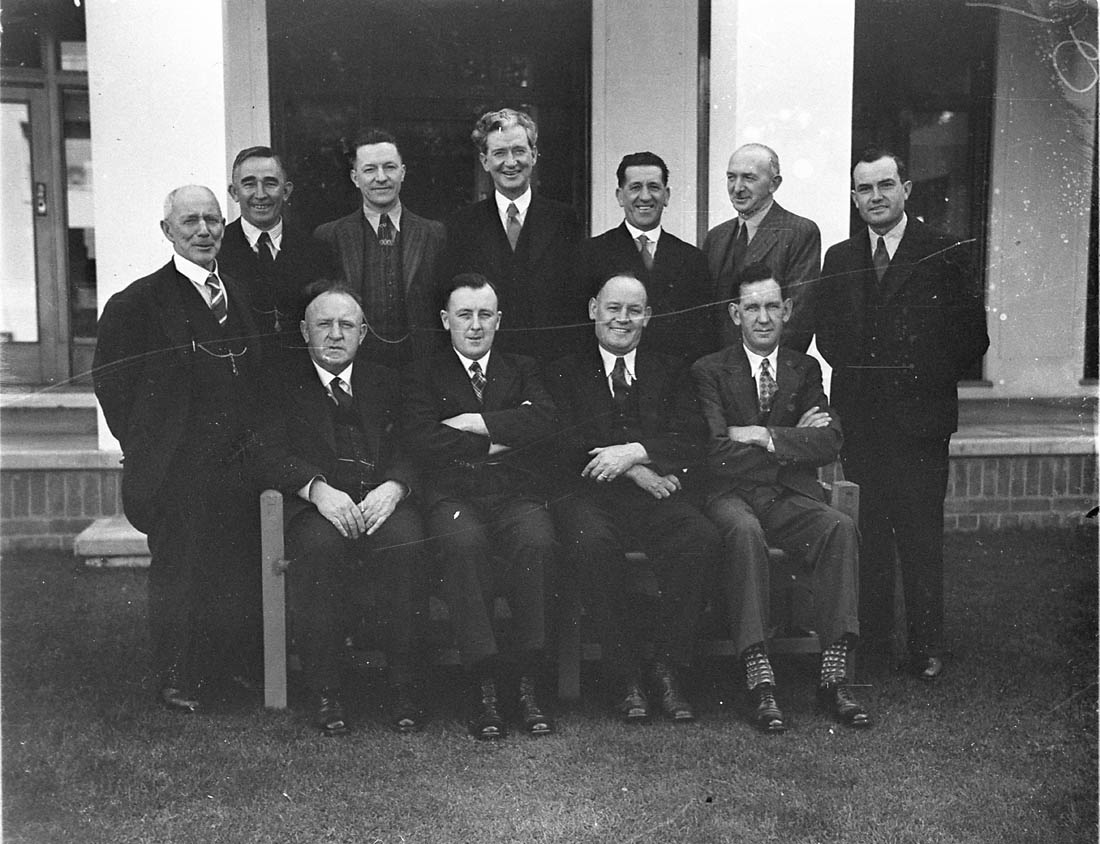
Parlaments-Mitglieder der Lang-Labor (fünfter von links stehend: John Garden)

Im Mai 1934 wandten sich die Gewerkschaften von Lang und auch von Garden ab und die folgende Nationalwahl gewann die konservative United Australia Party von Joseph Lyons. Jack Lang gründete daraufhin die Splitterpartei Australian Labor Party (Anti-Communist) und kandidierte, daraufhin wurde John Garden Mitglied dieser Splitterpartei ins Australische Repräsentantenhaus von 1935 bis 1937 gewählt. John Curtin einte die ALP anschließend wieder, allerdings gelang es Garden seine Wahlkandidaturen 1937 und 1940 nicht erfolgreich zu beenden.

## Spätes Leben
Im Oktober eröffnete er die Dengar Publications ein privates Gewerbe und von 1942 bis 1947 arbeitete er mit dem australischen Arbeitsminister Edward Ward von der ALP zusammen.
Garden beteiligte sich an Wetten auf Pferde und begann einen Holzhandel in Neuguinea. Im Januar 1948 wurden er und sein Sohn wegen dieser Geschäftsbeziehung in den Jahren 1944–1945 der Fälschung bezichtigt, vor Gericht angeklagt und zu drei Jahren Haft verurteilt. Im Dezember des Jahres 1948 wurde er allerdings entlassen. Im März 1957 wurde bekannt, dass Garden und sein Sohn Horoskope gegen Bezahlung erstellten und es damit Probleme gab.